# Anadia (Portugal)
Anadia es una ciudad portuguesa perteneciente al distrito de Aveiro, región Centro y comunidad intermunicipal de Aveiro, con cerca de 5500 habitantes. 
Es sede de un municipio con 217,13 km² de área y 27 542 habitantes (2021), subdividido en 10 freguesias. 

## Límites
El municipio limita al norte con el municipio de Águeda, al este con Mortágua, al sur con Mealhada, al sur y al oeste con Cantanhede y al noroeste con Oliveira do Bairro. 

## Historia
El municipio recibió fueros de D. Manuel I en 1514. El actual municipio fue creado en 1839 por la fusión de varios municipios, siendo la villa elevada al rango de ciudad el 9 de diciembre de 2004.

## Demografía
| Gráfica de evolución demográfica de Anadia entre 1864 y 2021 |
|                                                              |
| Datos según el nomenclátor publicado por el INE portugués.   |

## Freguesias
Las freguesias de Anadia son las siguientes:
- Amoreira da Gândara, Paredes do Bairro e Ancas
- Arcos e Mogofores
- Avelãs de Caminho
- Avelãs de Cima
- Moita
- Sangalhos
- São Lourenço do Bairro
- Tamengos, Aguim e Óis do Bairro
- Vila Nova de Monsarros
- Vilarinho do Bairro